# Polystachya johnstonii
Polystachya johnstonii är en orkidéart som beskrevs av Robert Allen Rolfe. Polystachya johnstonii ingår i släktet Polystachya och familjen orkidéer.
Artens utbredningsområde är Malawi.

## Underarter
Arten delas in i följande underarter:
- P. j. johnstonii
- P. j. roseopurpurea